# Mana (Guiana Francesa)
Mana é uma comuna francesa do departamento de ultramar da Guiana Francesa. Sua população em 2007 era de 8 256 habitantes. 

## Ligações Externas
- Site do Conselho geral da Guiana
- Site da Guiana, guia sobre a cidade de Mana.
- Mana Hoje